# Battaglia di Cecora (1620)
La battaglia di Cecora (Bitwa pod Cecorą in lingua polacca), anche nota come seconda battaglia di Țuțora, fu uno scontro combattuto nell'autunno del 1620 tra le forze della Confederazione polacco-lituana, guidate dal grande etmano Stanisław Żółkiewski, supportato dal voivoda ribelle di Moldavia, Gașpar Graziani, e quelle dell'Impero ottomano guidate dal beylerbey Iskander Pasha, spalleggiato dai turchi Nogai del Khan Temir.

Protrattosi dal 17 settembre al 7 ottobre, lo scontro si concluse con una netta vittoria ottomana: l'esercito confederato venne messo allo sbando, Żółkiewski e Graziani perirono nello scontro ed il secondo in comando polacco-lituano, etmano Koniecpolski, venne catturato.

La battaglia di Cecora chiuse una volta per tutte le intromissioni polacco-lituane nella gestione ottomana del Principato di Moldavia (v. Guerra dei Magnati di Moldavia), avviò formalmente la Guerra polacco-ottomana (1620-1621) e chiuse il confronto diretto tra i due comandanti in capo, Żółkiewski e Iskander Pasha.

## Antefatto
Nel 1595, il grande etmano della Confederazione polacco-lituana, Jan Zamoyski, aveva posto sul trono di Moldavia Ieremia Movilă con l'intento di sfruttare il Principato danubiano quale cuscinetto tra le terre confederate della Pocuzia ed i turchi, fossero essi ottomani o Nogai di Crimea. In spregio ai piani di Zamoyski, invece, non appena Movilă morì (1606), le famiglie di Magnati polacchi a lui imparentate (Potockis, Koreckis e Wiśniowieckis) si sentirono legittimate a contendere il controllo della Moldavia alla Sublime porta una prima volta nel 1607-1613 ed una seconda nel 1614-1617. In entrambe le occasioni, il compito di chiudere sul campo la contesa venne ufficialmente affidato dalla Confederazione al grande etmano Stanisław Żółkiewski, già protetto di Zamoyski, a causa delle continue intromissioni dei Nogai di Khan Temir, alleatosi ai moldavi, in Pocuzia. Nel corso del 1616 il conflitto era poi stato complicato da una diretta intromissione degli ottomani del Beylerbey di Očakiv, Iskander Pasha, che aveva stroncato i polacco-lituani nella Seconda battaglia di Sasowy Róg prendendo a pretesto le parallele scorrerie dei cosacchi sul suolo imperiale turco. Żółkiewski ed il Beylerbey si scontrarono nella battaglia di Kam"janec'-Podil's'kyj (1618), nella quale l'etmano riuscì a chiudere favorevolmente la contesa per la Confederazione.
Nel rapido volgere di un biennio, i rapporti tra polacco-lituani ed ottomani tornarono a precipitare.

Costretto a chiudere il conflitto nel Caucaso in netto svantaggio rispetto ai Safavidi di Persia, il nuovo sultano Osman II (regno 1618-1622) si rivolse ai Balcani ed all'Ucraina in cerca di più facili conquiste. L'allora nemico storico degli ottomani, la casa d'Asburgo, era impegnata nel neonato conflitto che sarebbe poi degenerato nella Guerra dei trent'anni: la Rivolta della Boemia. Osman prese contatti con il voivoda (principe) di Transilvania, Gabriele Bethlen, affinché questi attaccasse l'Ungheria Reale, controllata dagli Asburgo d'Austria. La risposta dell'aggressivo Arciduca e futuro imperatore Ferdinando II d'Asburgo fu un accordo con il Re di Polonia Sigismondo Vasa affinché questi attaccasse da nord i transilvano-ottomani in Ungheria in cambio di concessioni territoriali nella Slesia.
I mercenari lisowczycy inviati dal Vasa incontrarono le forze transilvane in Slovacchia, sconfiggendole nella battaglia di Humenné (23 novembre 1619), e ripiegarono poi sulla Transilvania per saccheggiarla. Costretto ad abbandonare il campo dei ribelli protestanti del conte von Thurn, impegnati ad assediare Vienna, per difendere il suo regno, Bethlen allacciò contatti più stretti con l'Ottomano, al quale chiese aiuti contro i lisowczycy.
In questo clima di tensioni e complotti su vasta scala, le relazioni tra la Confederazione e la Porta erano poi costantemente guastate dalle continue scorribande dei Cosacchi cristiani e dei turco-tartari musulmani; alle spalle di questi "cani sciolti", ognuna delle due potenze vedeva infatti la mano occulta dell'avversario. La "questione cosacca" era poi particolarmente sentita dai turchi perché proprio nel decennio 1615-1625 le operazioni di pirateria cosacca nel Mar Nero raggiunsero il loro apice, con risultati inaspettatamente felici per i predoni cristiani quali il sacco di Varna e Trebisonda nel 1616.

## Il preludio allo scontro
Il casus belli venne fornito al giovane Osman II dalle scorribande dei pirati cosacchi che, nel 1620, misero al sacco il porto di Istanbul, arrivando, pare, a tentare l'assalto alla dimora stessa del sultano, il Topkapi.

La Porta iniziò così a preparare l'attacco diretto ai danni della Confederazione, previsto per il 1621, mentre Iskander Pascià veniva messo a capo di un potente esercito per riportare i Balcani sotto l'egida ottomana e garantire appoggi a Bethlen. Le forze del Beylerbey, circa 10 000 uomini, si congiunsero ai Nogai di Khan Temir e mossero verso sud, per congiungersi con le forze del voivoda di Valacchia, Radu IX Mihnea.
Il Sejm polacco-lituano, sobillato quasi certamente dagli emissari di Ferdinando II d'Asburgo, era nel frattempo giunto alla medesima risoluzione della Porta. Risoluti a muover guerra agli ottomani, i parlamentari confederati risolsero di anticipare lo scontro all'anno in corso ma, al contempo, respinsero le richieste del grande etmano della Corona di stanziare più fondi per l'esercito.

Żółkiewski riuscì a radunare poco più di 8 000 effettivi, grazie principalmente alle risorse dirette dei Magnati interessati alla spedizione (Korecki, Zasławski, Kazanowski, Kalinowski e Potocki - le medesime famiglie, cioè, che si erano impegnate in Moldavia negli anni precedenti): 2 000 fantaccini, 400 ussari, 1200 lisowczycy, 200 raitri e 1 600 coscritti cosacchi al comando dell'atamano Mikhailo Chmel'nyc'kij, uomo strettamente legato al clan del grande etmano.
Aspettandosi di dover affrontare un esercito nemico di circa 10 000 uomini, Żółkiewski risolse di spostare lo scontro al di fuori del territorio confederato e scelse la Pocuzia, terra contesa tra Polonia e Moldavia da oltre tre secoli, quale campo di battaglia. Il grande etmano si mise in marcia, puntando verso la località di Cecora, già fortificata dal grande etmano Zamoyski nel 1595 per le operazioni contro i tartari di Ğazı II Giray (v. battaglia di Cecora (1595)). La sera del 9 settembre l'esercito confederato aveva varcato il fiume Prut e quattro giorni dopo (13 settembre) era a destinazione.
Il voivoda di Moldavia, Gașpar Graziani, un avventuriero croato messo sul trono dagli ottomani ma che aveva già allacciato contatti con Sigismondo di Polonia contro la Porta, approfittò della presenza di Żółkiewski per sbarazzarsi dei turchi. Informato che il sultano aveva scoperto il suo doppio-gioco e che un kapucu era diretto alla sua capitale, Iași, per destituirlo, il voivoda fece massacrare i giannizzeri presenti a corte, catturò la delegazione e fuggì a nord, verso il limitrofo campo polacco-lituano, accompagnato dai suoi sostenitori.

Żółkiewski approfittò dell'arrivo di Graziani per annettere, contro la volontà del principe, le forze ribelli moldave alle sue. Alcuni magnati danubiani, però, ripiegarono sulle loro terre per proteggerle dai saccheggi perpetrati dall'armata confederata per gli approvvigionamenti.

## La battaglia
Il 14 settembre, Żółkiewski avviò la ri-fortificazione del sito di Cecora, aspettando l'esercito ottomano che, stando alle sue fonti, era all'oscuro delle sue mosse ed ancora lontano (i tartari erano ritenuti ancora prossimi al Dniepr). Sfortunatamente, il comandante polacco-lituano si sbagliava. Iskander Pascià e gli scorridori di Temir erano infatti già a ridosso del nemico.
Il 17 settembre, quasi un migliaio di uomini della Confederazione vennero catturati dai tartari mentre si trovavano fuori dal campo, intenti a rastrellare vettovagliamenti. Il raccogliticcio esercito di Żółkiewski iniziò subito a dare segni di indisciplina e scarsa coesione, sfiduciato dall'evidente fallimento del sistema di spionaggio confederato e dalla schiacciante superiorità numerica delle forze musulmane.

Lo scontro vero e proprio cominciò il giorno successivo (18 settembre), quando gli ottomani diedero l'assalto al punto più vulnerabile del campo confederato, occupato dai cavalleggeri lisowczycy. Żółkiewski scongiurò il pericolo inviando in soccorso dei mercenari alcuni squadroni che costrinsero alla ritirata il nemico. Incoraggiati da questo successo, i polacchi spinsero per un confronto diretto contro gli ottomani.
Il 19 settembre, Żółkiewski schierò le sue forze sul campo:
- ai lati la fanteria, schierata nella fortezza di carri (tabor), divisa in tiratori a sx ed artiglieria a dx;
- la cavalleria nel centro, sotto il diretto comando del grande etmano, con il duca Samuel Korecki a sx e l'etmano Koniecpolski a destra.

Impossibilitato ad aggirare la formazione nemica per il fuoco di copertura garantito dal tabor, Iskander Pascià sarebbe stato costretto, nei piani di Żółkiewski, ad affrontare l'urto diretto della cavalleria polacco-lituana. Seppur in evidente svantaggio numerico, il grande etmano tornava quindi ad affidarsi alla rinomata pericolosità dei suoi husaria, già vittoriosamente impegnati a Kam"janec'-Podil's'kyj due anni prima. Il punto chiave della strategia era però che l'avanzata del tabor fosse uniforme a quella dell'esercito.

Lo scontro si protrasse per sei ore, poi Żółkiewski ordinò ai superstiti di tornare a rifugiarsi nell'accampamento.
La situazione, per le forze confederate, si fece insostenibile.

Koniecpolski riuscì, grazie al suo diretto intervento, ad impedire che la truppa si ammutinasse il 20 e 21 settembre. Il 29 settembre, Żółkiewski risolse di abbandonare il campo di Cecora. L'esercito confederato si organizzò nel Tabor, la fortezza di carri, ed iniziò una ritirata ordinata. Graziani abbandonò a questo punto i polacco-lituani, imitato da alcuni magnati moldavi e dalle truppe mercenarie, ripiegando rapidamente verso la Polonia in cerca di salvezza. Giunto presso il Distretto di Rîșcani, il voivoda venne però assassinato da due suoi seguaci, Șeptilici e Goia, decisi a guadagnarsi il favore degli ottomani.
Durante tutta la ritirata, la truppa di Żółkiewski venne tenuta sotto pressione dagli attacchi turchi: uno particolarmente violento ebbe luogo il 3 ottobre.

Giunti in prossimità del fiume Dnestr, i magnati polacco-lituani si fecero però difficili da controllare. Dopo un ennesimo violento attacco turco (6 ottobre), la cavalleria confederata ruppe i ranghi, dandosi ad una fuga disordinata ed abbandonando la fanteria, i carriaggi e i bagagli.

Iskander Pasha approfittò dell'occasione favorevole, sferrando il colpo risolutivo. Rimasti al comando di pochi soldati, Żółkiewski e Koniecpolski furono incapaci di resistere, finendo stritolati il 7 ottobre:
- il grande etmano Żółkiewski perì nella mischia, insieme all'atamano cosacco Chmel'nyc'kij, e la sua testa venne inviata al sultano;
- Koniecpolski, insieme ai Magnati Stanisław "Rewera" Potocki, Mikołaj Potocki, Samuel Korecki e Mikołaj Struś, alla famiglia del grande etmano (la moglie ed il figlio Jan Żółkiewski) ed al giovane Bohdan Chmel'nyc'kij, venne catturato dagli ottomani. I prigionieri confederati vennero inviati ad Istanbul e rinchiusi nel Castello delle Sette Torri.

## Esito
Sei mesi dopo la disfatta dei polacco-lituani, nell'aprile del 1621, Osman II era ad Adrianopoli, al diretto comando di un'armata forte di oltre 100 000 uomini con la quale intendeva schiacciare una volta per tutte la Confederazione. Il Sejm affidò il comando dell'armata confederata al grande etmano di Lituania, l'anziano Jan Karol Chodkiewicz, che attraversò il Dniester al comando di una forza di 25 000 polacchi e 20 000 cosacchi e si trincerò nella Fortezza di Chotyn, in attesa del nemico. Per un mese, dal 2 settembre al 9 ottobre, le forze della Confederazione ressero all'assalto dei turchi nel sanguinoso assedio di Chotyn. Il 24 settembre, Chodkiewicz morì e il comando passò a Stanisław Lubomirski. Il 9 ottobre, con l'arrivo delle prime bufere invernali, il sultano si convinse a desistere dall'attacco.

Il trattato di Chotyn, basato sul precedente trattato di Busza negoziato da Iskender Pascià e Żółkiewski, chiuse il conflitto tra la Sublime Porta e la Confederazione, pacificando il confine tra i due imperi per un decennio.
Tornato ad Istanbul, Osman II venne deposto dai suoi Giannizzeri, scontenti del sultano e da lui fatti oggetto di feroci critiche causa la sconfitta subita ad opera dei polacco-lituani, il 18 maggio ed assassinato due giorni dopo (20 maggio). Il polacco Samuel Korecki, già ben noto ai turchi dai tempi della battaglia di Sasowy Róg (1616), seguì Osman nella tomba circa un mese dopo, il 27 giugno. Koniecpolski e gli altri prigionieri confederati, incluso il giovane Chmel'nyc'kij, uscirono invece incolumi dalla prigionia: vennero rilasciati nel 1623, grazie al buon esito della missione diplomatica condotta presso il sultano Mustafa I, subentrato al nipote Osman, da Krzysztof Zbaraski. Il riscatto dei Magnati fruttò alla Porta 30 000 talleri.

### Fonti
- Naima, M. (XVII secolo), Annals of the Turkish Empire from 1591 to 1659 of the Christian Era, ed. Fraser, C. [a cura di] (1832), Londra, v. I.

### Studi
- Jerzy Jan Lerski, Historical Dictionary of Poland, 966–1945, Greenwood Publishing Group, 1996, ISBN 978-0-313-26007-0, Westport.
- Ryszard Majewski (1970), Cecora – rok 1620, Varsavia, MON.
- Ryszard Majewski (1961), Polski wysiłek obronny przed wojną chocimską 1621 r, in Studia i Materiały do Historii Wojskowości (SMHW), Białystok, ISSN 0562-2786 (WC · ACNP), VII/1.
- Leszek Podhorodecki (1978), Stanisław Koniecpolski ok. 1592–1646, Varsavia, Wydawnictwo Ministerstwa Obrony Narodowej.
- Antoni Prochaska (1927), Hetman Stanisław Żółkiewski, Varsavia, Wydawnictwo Kasy im. Mianowskiego Instytutu Popierania Nauki.
- Kacper Śledziński (2007), Cecora 1620, Varsavia, Bellona, ISBN 978-83-11-10741-0.
- Daniel Stonep, The Polish-Lithuanian state, 1386-1795, University of Washington Press, 2001, ISBN 0-295-98093-1.